# Купка, Франтишек
Фра́нтишек Ку́пка (чеш. František Kupka; 23 сентября 1871, Опочно, Богемия — 21 июня 1957, Пюто, О-де-Сен) — чешский художник, бо́льшую часть жизни прожил во Франции. Один из первых представителей абстрактной живописи, представитель орфизма. Творческий стиль Купки эволюционировал от реализма к абстрактному искусству.

## Биография
Купка родился в семье ремесленника. В 1888—1891 годах учился в пражской Академии изобразительных искусств, создавая в то время картины на исторические и патриотические темы. В 1891 году переехал в Вену, где поступил в Академию изобразительного искусства, сконцентрировавшись на создании полотен на символические и аллегорические сюжеты. В тот же период началось его увлечение теософией и восточной философией. С 1895 года Купка жил в Париже, недолго посещал частную академию художеств Жюлиана, затем учился в Школе изящных искусств. Иллюстрировал книги (в том числе труд «Человек и Земля» Ж. Ж. Э. Реклю), оформлял плакаты, стал известен как автор сатирических рисунков в газетах и журналах под псевдонимом «Поль Реньяр». В 1906 году поселился в парижском пригороде Пюто, в том же году впервые выставлялся в Осеннем салоне (Salon d’Automne).

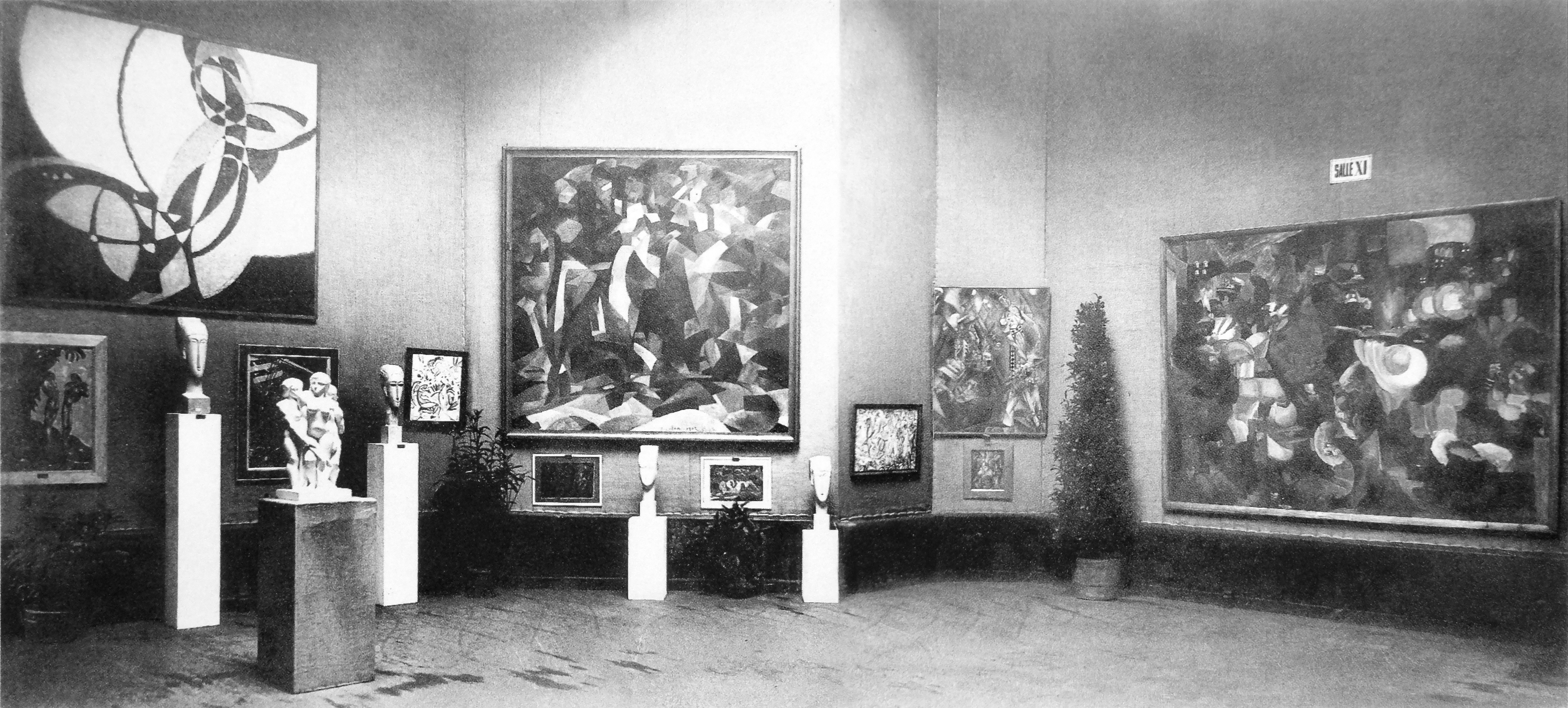
Париж. Осенний салон 1912 года. Слева — «Двуцветная фуга» Ф. Купки

Купка был глубоко впечатлён первым «Манифестом футуризма» Филиппо Маринетти, опубликованном в 1909 году в газете «Фигаро». Картиной 1909 года «Клавиши пианино, или Озеро» (Национальная галерея в Праге) отмечен перелом в стиле Купки. В работах 1908—1911 годов — влияние фовизма и пуантилизма. Полотна, созданные в 1910—1911 годах, стали более близки к абстрактному искусству, отражая его теории о движении, цвете, отношении музыки и живописи (орфизм). В 1911 году он посетил собрания кубистов из группы «Пюто». В 1912 году принял участие выставке кубизма «Золотое сечение» в Салоне независимых (Salon des Indépendants), хотя в то время ещё не идентифицировал себя полностью с кубизмом.
В 1919 году стал профессором пражской Академии художеств, обучая студентов, проходивших практику в Париже. В 1919—1938 годах Купку финансово поддерживал его близкий друг, коллекционер живописи и промышленник Джиндрич Волдес, собравший значительную коллекцию работ художника.
В 1931 году Купка вместе с другими представителями искусства основал группу «Abstraction-Création» («Абстракция-Творчество»). В 1936 году его работы демонстрировались на выставке «Кубизм и абстрактное искусство» в Музее современного искусства в Нью-Йорке, а также на выставке картин другого известного чешского художника Альфонса Мухи в галерее «Жё-де-Пом» (Париж). Ретроспективная выставка картин Купки состоялась в 1946 году в галерее «Манэс» (Прага). В том же году участвовал в Салоне новых реальностей (Salon des réalités nouvelles), где продолжал регулярно выставлять свои творения до конца жизни. В начале 1950-х годов приобрёл широкое признание, проводил несколько персональных выставок в Нью-Йорке. Последние годы жизни Купка провёл в Пюто, где умер в 1957 году.

## Избранные работы
- «Автопортрет с женой» (1908, Национальная галерея в Праге);
- «Клавиши пианино, или Озеро» (1909, Национальная галерея в Праге);
- «Женщина, срывающая цветы» (около 1910);
- «Семейный портрет» (1910, Национальная галерея в Праге);
- «Вертикальные планы» (1910—1913, галерея Л. Карре, Париж) — серия работ;
- «Космическая весна» (1911—1920, Национальная галерея в Праге);
- «Красные и синие круги» (1911—1912, Музей современного искусства, Нью-Йорк);
- «Диски» (1911—1912) — серия работ;
- «Двуцветная фуга» (1911—1912, Национальная галерея в Праге);
- «Кафедральный собор» (1913, частное собрание);
- «Синтез» (1927—1929, Национальная галерея в Праге) — серия работ.